# 膿疱
膿疱(のうほう pustule)は、皮膚疾患などで出現する皮疹の一つ。水疱の内容物が膿（壊死した白血球を主とする）の集合体で粘性がかなり強いものをいう。膿疱は通常、細菌など病原体の感染によって生じる。その一方、感染のない場合もあり、それを無菌性膿疱(むきんせいのうほう)と呼ぶこともある。

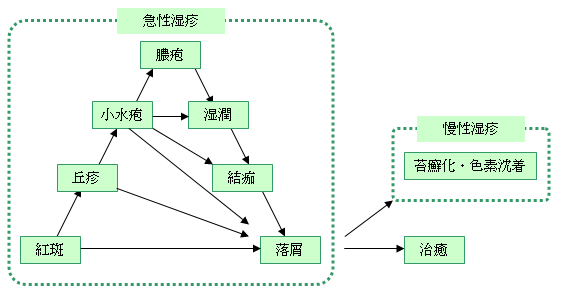
湿疹の三角形

## 細菌性膿疱 のみられる疾患
毛嚢炎・伝染性膿痂疹をはじめ、多数の細菌性皮膚疾患でみられる。

## 無菌性膿疱のみられる疾患
- 掌蹠膿疱症
- 膿疱性乾癬

## 鑑別
- 水疱 - 内容物が血清・フィブリンなどで粘性が弱い。